# 小田原急行鉄道1形電車
小田原急行鉄道1形電車（おだわらきゅうこうてつどう1がたでんしゃ）は、かつて小田原急行鉄道（当時）・東京急行電鉄（大東急）・小田急電鉄で使用されていた電車である。
1927年4月1日の小田原急行鉄道（当時）の開業時に、新宿駅 - 稲田登戸駅（現・向ヶ丘遊園駅）間の近郊区間用車両として、1926年から1927年にかけて日本車輌製造にて18両製造された。当時としては近代的な電車であった。
開業と同時に運行開始、近郊区間の各駅停車に使用された。1942年に東急に合併すると同時に東急デハ1150形に形式を変更し、戦後小田急電鉄として分離独立した後の1950年には小田急デハ1100形へ形式が変更された。1960年までに全車両が他社へ売却され、旅客車両としては形式消滅となった。その後、1981年には熊本電気鉄道から1両を買い戻し、開業当時の仕様に復元の上保存されている。
本項では以下、単に「小田急」と表記した場合は小田原急行鉄道および小田急電鉄をさすものとする。

## 車体
車体長は14.2m、片開き扉を3箇所に配した半鋼製車体である。側面窓は下降窓（落とし窓）で、日よけとしてよろい戸が装備されていた。
正面は丸みを帯びた非貫通の3枚窓で、これは長距離用として製造された101形と同様のスタイルであった。

### 車内
| 車内 |  | 運転台付近。パイプで簡単に仕切られただけであった |
| 車内 |  | 運転台付近。パイプで簡単に仕切られただけであった |

扉間にロングシートを配し、室内灯は白熱灯であった。車内内壁、扉脇の座席の袖仕切り、床などに木製部品が多用されていた。
運転台は中央にあり、客室とは真鍮製のパイプ（H形ポール）で区分されていた。ただし、モハ18のみ壁で区切られていた。

### 主要機器
近郊区間の各駅停車に使用する前提から、主電動機は80HP（英馬力）のMB-64-C形を4基搭載した。
制御装置は三菱電機がウェスティングハウス・エレクトリックとの技術提携によって導入したHL形制御方式、制動装置はAMM-C形自動空気ブレーキを装備した。台車は住友金属工業製のKS30Sを使用した。

## 沿革

### 創業期

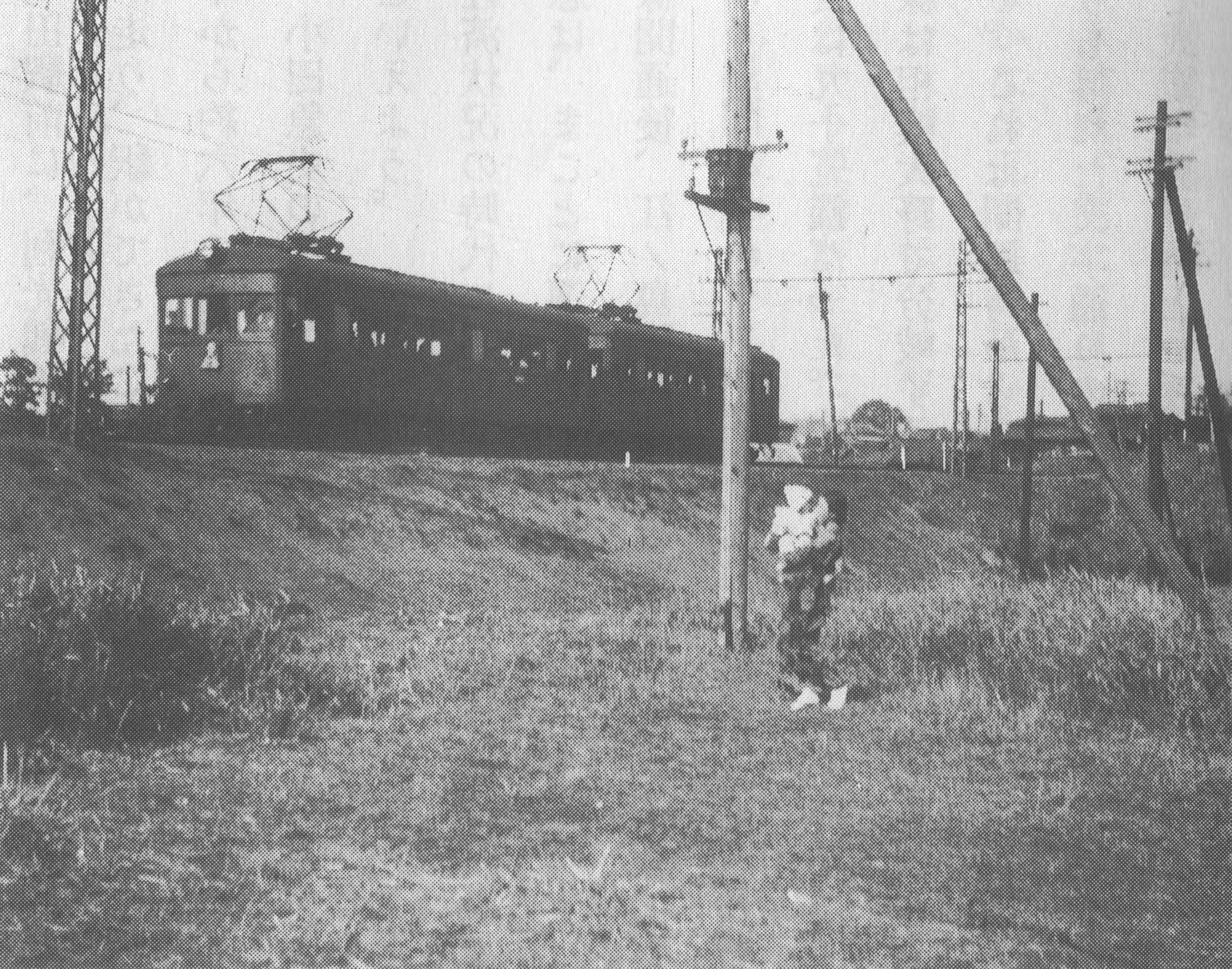
2両編成で走る1型（1936年）

主に新宿 - 稲田登戸間で使用され、ラッシュ時は2両編成で、それ以外の時間帯は単行で運転された。部内では「乙号車」と呼称されていた。
その後、利用者の増加に伴い片隅式運転室への改造を行なうことになり、まず1941年夏にモハ2が改造された。この時には扉位置・窓配置などの変更は行なわれなかったが、前後方向の寸法に制約があり、主幹制御器を運転席左側前方に横向きに設置するなどの対処を強いられた。このモハ2は同年12月に参宮橋駅構内での追突事故で大破したため、1942年の修理と同時に運転室の前後方向の寸法を拡大するため、乗務員室の仕切り壁を150mm張り出させることで対処した。デハ1155（モハ5）・デハ1161（モハ11）がモハ2と同様に改造されたが、扉の位置の変更は行なわなかったため、運転室直後の扉の内側は、実質的に通路幅が150mm狭くなったことになり、この扉のみ混雑が激しくなった。このため、1944年に改造されたデハ1160（モハ10）では運転室直後の扉を移設することで、当該扉の混雑緩和と運転室の前後方向の寸法確保を両立させた。同様の改造はデハ1159（モハ9）にも施工されたが、デハ1158（モハ8）を改造中の経堂工場にて火災が発生し、同車とデハ1154（モハ4）が全焼した。
なお、1942年には東急に合併したことから形式が東急デハ1150形に変更され、全車両が改番された。改番後の車両番号は、原番号に1150を加算したもので、例えばモハ10はデハ1160となった。

### 戦後
終戦後の1946年春から、進駐軍 (GHQ) 専用列車の運行を新宿 - 海老名 - 横浜間にて行なうことになり、専用車としてデハ1162が整備され、その後デハ1151（モハ1）・デハ1160・1161（モハ11）・1168（モハ18）が整備された。これらの車両は「白帯車」と通称され、継ぎ目のない窓ガラスが入り、車内は青い座席モケットで床は茶色のリノリウム張りとなったが、当時の他の車両が窓ガラス不足のため板張り、座席も布地が不足したためにやはり板張り、室内灯も裸電球という状態であったことと比較すると、大きな差があった。
1947年にはデハ1155 - 1159・デハ1162 - 1165の9両が相模鉄道に譲渡された。経堂工場で全焼したデハ1158はそのままの状態で譲渡され、同社の星川工場で復旧工事が行なわれた。なお、デハ1158と同時に経堂工場で全焼したデハ1154については、1948年に三段窓で復旧されたが、同時に運転室の片隅化も行なわれている。
1950年にはさらに改番が行なわれた。この時、相模鉄道へ譲渡された空き番号を埋めるように連番とされ、デハ1101 - 1109となった。
1949年以降、各形式で固定編成化が行なわれることになり、本形式では1950年に3編成が組成された。なお、貫通扉の設置は行なわれていない。
- デハ1102 - デハ1103（付随車化） - デハ1104
- デハ1108 - デハ1109（付随車化） - デハ1107
- デハ1101 - デハ1105 - デハ1106

この時に、デハ1103とデハ1109は付随車に改造されたが、車種変更の届出はされておらず、公式には電動車のままであった。1951年には、それまでHL形であった制御装置を、低圧電源に変更したHB形に改造した。
1952年には東急車輛製造において改造工事が行なわれ、デハ1101・デハ1102・デハ1104は両運転台のままで運転室直後の扉を左右とも内側に移設した。デハ1105・デハ1106・デハ1107・デハ1108は片側の運転台について同様の改造を行なった。
1958年にはデハ1101が荷物電車としてデニ1101に改造され（後述）、残った8両で4両編成2本を組成することになり、以下のような編成となった。
- デハ1105 - デハ1102 - デハ1103（付随車化） - デハ1104
- デハ1108 - デハ1109（付随車化） - デハ1107 - デハ1106

1959年にはデハ1105 - 1108が熊本電気鉄道に売却され、残りの4両で1編成として運用することになったが、この時に付随車デハ1109を電動車に戻した上で、以下の編成を組成した。
- デハ1102 - デハ1103（付随車化） - デハ1109 - デハ1104

この頃には、他形式では更新改造が進められていたが、本形式は更新対象からは除外され、1960年に残る4両も日立電鉄に売却された。

### デニ1101
1958年2月に、デハ1101を荷物電車に改造し、形式もデニ1100形に変更した。改造と同時に電動機をHB車と同様の125HP (93.3kW) に換装し、側面の中央扉を幅の広い両開き扉に改造した。また、車内の座席も撤去された。改番は行なわれていない。
主に新聞輸送に使用されたが、1962年には同車を使用して油圧式強制車体傾斜車の試験が行なわれた。この時にはKS30L形台車の枕ばね部分に油圧作動筒を装備し、これを作動させることで車体を強制的に曲線の内側に傾ける方式で、「CI車」 (Curve Inclination car) とも呼ばれた。車体傾斜の動作については特に問題は見られなかったが、曲線進入の検知で行き詰まり、実用化は見送られた。
試験終了後も荷物輸送に使用されたが、1976年10月30日付で廃車となった。

## 譲渡車両

### 相模鉄道
1947年5月に譲渡されたデハ1155 - デハ1159・デハ1162 - デハ1165（9両）は、1951年の一斉改番によってモハ1000形（相鉄1000系電車）モハ1001 - 1009に改番された。
1963年には3両（モハ1001・モハ1002・モハ1003）が日立電鉄に譲渡され、さらに1965年7月には3両（モハ1004・モハ1005・モハ1006）が京福電気鉄道（福井支社）に譲渡された。残りの3両は同年7月に荷物電車に改造され、モニ1007・モニ1008・モニ1009となったが、1978年11月に日立電鉄に譲渡された。

### 熊本電気鉄道
1959年7月に4両が譲渡され、同社モハ301形として使用された。
モハ304は1969年4月に廃車され、1980年1月にモハ303が廃車となった。1981年12月にはモハ301も廃車となったが、折りしも小田急が開業当時の車両を探して復元を行なうため、原形に近い状態で運用されている車両を探していた時期であったことから、モハ301は小田急に譲渡されることになった。残ったモハ302は1985年12月に廃車となった。

### 日立電鉄
1960年に小田急から4両が譲渡され、同社モハ1000形として使用された。

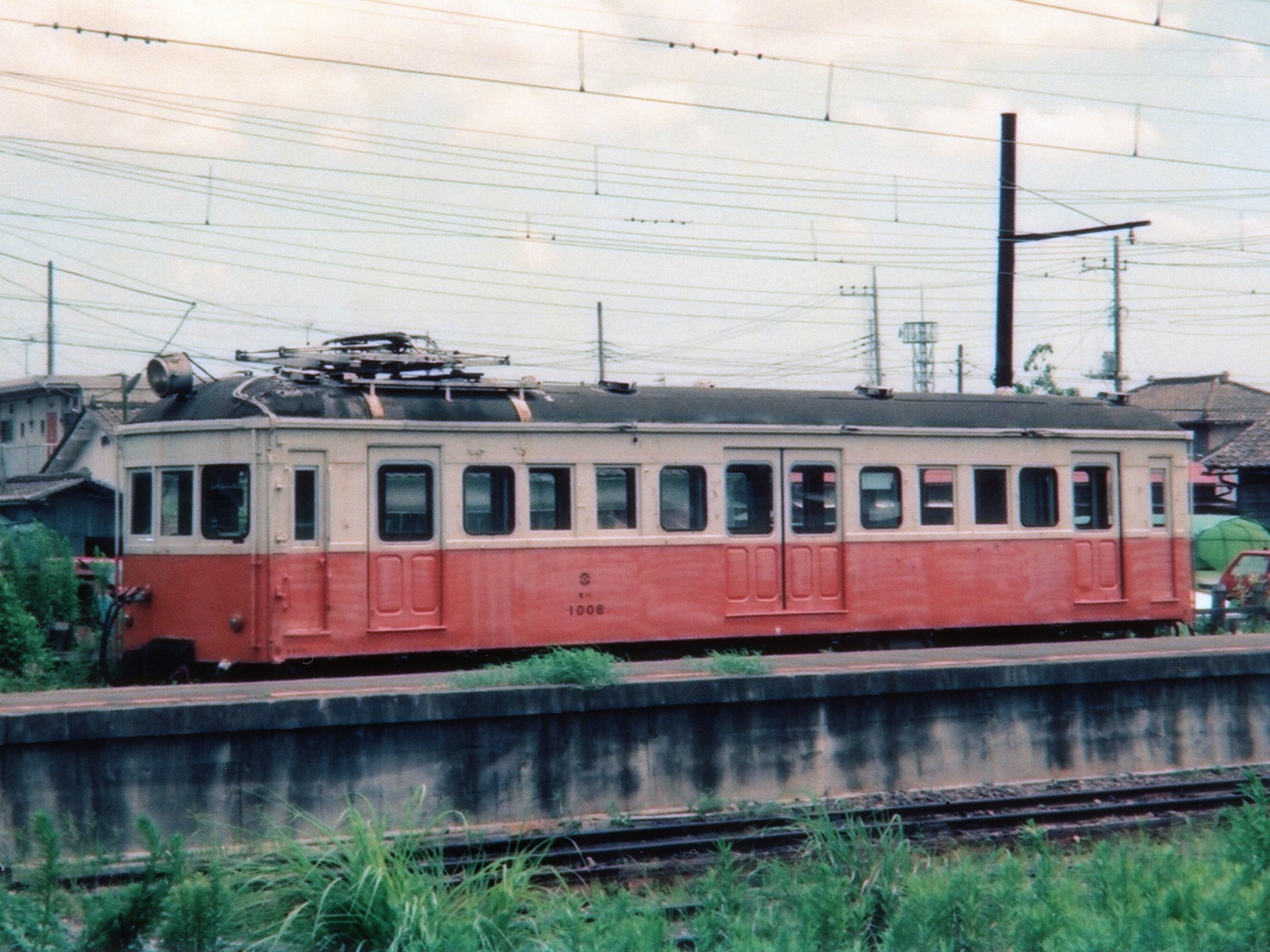
日立電鉄モハ1008(旧モハ14)

デハ1103は小田急時代から実質的に付随車として使用されていたが、譲渡の際正式に付随車サハ1501となり、他の車両は小田急時代の車両番号順にモハ1001・モハ1002・モハ1003となった。しかし、相模鉄道から同形車が3両譲渡される際に、モハ1004・モハ1005・モハ1006に改番され、相模鉄道からの車両が相模鉄道時代の番号のままモハ1001・モハ1002・モハ1003の番号で導入された。1960年代に譲り受けた車両は、車体更新により2段窓化が行なわれたため、車体に限っていえば原形とは大きく印象が変わるものになった。
1978年11月には相模鉄道からさらに3両が譲渡され、これで全18両の過半数が日立電鉄に集められたことになった。荷物電車に改造されていたが、座席を復旧し、荷物扉を片側閉鎖したのみでそのまま旅客車両として運用されていた一方、正面周りには原形の印象をとどめていた。
1991年から1993年にかけて、全車両が廃車となった。廃車後、2両が保存されている。モハ1006は茨城県水戸市内にて農業倉庫として、モハ1003は千葉県松戸市内の駄菓子屋の店舗として三分の二程にカットされて使用されている。

### 京福電気鉄道
1965年7月に相模鉄道から3両が譲渡され、同社ではホデハ271形ホデハ271 - ホデハ273として使用された。譲渡にあたり、600Vへの降圧工事と外板の張替えが行われている。1973年には主電動機と台車を交換、1974年11月に形式称号が「ホデハ」から「モハ」へ変更された。
モハ271は福井側制御電動車、モハ272は集電装置のない中間電動車、モハ273は勝山側制御電動車であった。1981年ごろにはモハ272は編成から外されることが多くなり、1983年6月に廃車となった。残る2両も1987年6月に廃車となった。

## 保存車両
1981年12月に熊本電気鉄道で廃車となった同社モハ301（旧モハ10→デハ1160→デハ1105）を譲り受け、大野工場で復元工事を行なった。既に図面がない状態ではあったものの、日本車輌製造の協力も受けられ、1984年3月にほぼ開業当時の状態に復元された。
現在は海老名駅隣接地に開業した「ロマンスカーミュージアム」に収蔵され、展示保存されている。

## 年表
- 1927年（昭和2年）4月 - 小田原急行鉄道1形として18両製造される。
- 1942年（昭和17年）5月26日 - 小田急電鉄が東京横浜電鉄等と合併し東京急行電鉄が発足したことに伴い、同社1150形となる。
- 1947年（昭和22年） - 相模鉄道に9両譲渡。
- 1948年（昭和23年） - 小田急電鉄の分離独立に伴い、同社1150形となる。
- 1951年（昭和26年） - 1100形に形式変更。
- 1958年（昭和33年） - デハ1101号を荷物電車に改造、デニ1101となる。
- 1959年（昭和34年） - デハ1100形4両が熊本電気鉄道に譲渡される。
- 1959年（昭和34年） - デハ1100形4両が日立電鉄に譲渡されたことに伴い、1100形の旅客営業は終了。
- 1962年（昭和37年） - 荷物電車1101号車を使用し、油圧式強制車体傾斜車の試験が実施される。
- 1976年（昭和51年） - 荷物電車1101号車の運行終了。1100形が全廃となる。
- 1981年（昭和56年）12月 - 熊本電気鉄道で廃車になった1両（モハ301）を譲受。
- 1984年（昭和59年）3月 - モハ1形10号車の復元完了。
- 1984年（昭和59年）3月19日・3月20日 - 新百合ヶ丘駅3番ホームにて、モハ10としての復元完了後初の展示公開。
- 1987年（昭和62年）10月19日・10月20日 - 小田急多摩センター駅3番ホームにて展示公開。
- 1999年（平成11年）10月16日・10月17日 - ファミリー鉄道展にて展示公開。
- 2006年（平成18年）10月14日・10月15日 - ファミリー鉄道展にて展示公開。

## 車両一覧
- 小田原急行モハ1→東急デハ1151→小田急デハ1151→小田急デハ1101→小田急デニ1101
- 小田原急行モハ2→東急デハ1152→小田急デハ1152→小田急デハ1102→日立モハ1001（初代）→日立モハ1004
- 小田原急行モハ3→東急デハ1153→小田急デハ1153→小田急デハ1103→日立サハ1501
- 小田原急行モハ4→東急デハ1154→小田急デハ1154→小田急デハ1104→日立モハ1002（初代）→日立モハ1005
- 小田原急行モハ5→東急デハ1155→相鉄デハ1155→相鉄モハ1001→日立モハ1001（2代）
- 小田原急行モハ6→東急デハ1156→相鉄デハ1156→相鉄モハ1002→日立モハ1002（2代）
- 小田原急行モハ7→東急デハ1157→相鉄デハ1157→相鉄モハ1003→日立モハ1003（2代）
- 小田原急行モハ8→東急デハ1158→相鉄デハ1158→相鉄モハ1004→京福ホデハ271→京福モハ271
- 小田原急行モハ9→東急デハ1159→相鉄デハ1159→相鉄モハ1005→京福ホデハ272→京福モハ272
- 小田原急行モハ10→東急デハ1160→小田急デハ1160→小田急デハ1105→熊電モハ301
- 小田原急行モハ11→東急デハ1161→小田急デハ1161→小田急デハ1106→熊電モハ302
- 小田原急行モハ12→東急デハ1162→相鉄デハ1162→相鉄モハ1006→京福ホデハ273→京福モハ273
- 小田原急行モハ13→東急デハ1163→相鉄デハ1163→相鉄モハ1007→相鉄モニ1007→日立モハ1007
- 小田原急行モハ14→東急デハ1164→相鉄デハ1164→相鉄モハ1008→相鉄モニ1008→日立モハ1008
- 小田原急行モハ15→東急デハ1165→相鉄デハ1165→相鉄モハ1009→相鉄モニ1009→日立モハ1009
- 小田原急行モハ16→東急デハ1166→小田急デハ1166→小田急デハ1107→熊電モハ303
- 小田原急行モハ17→東急デハ1167→小田急デハ1167→小田急デハ1108→熊電モハ304
- 小田原急行モハ18→東急デハ1168→小田急デハ1168→小田急デハ1109→日立モハ1003（初代）→日立モハ1006